# Wilde János
Wilde János, idegen nyelvterületen Johannes Wilde (Budapest, 1891. június 2. – Dulwich, 1970. szeptember 13.) magyar művészettörténész, egyetemi tanár.

## Élete
Budapesten kezdte meg egyetemi tanulmányait, 1910-ben átültette magyarra Adolf von Hildebrand A forma problémája című alkotását. 1914 és 1920 között a Szépművészeti Múzeum alkalmazottja volt, eközben pedig 1916-tól kezdve Bécsben tanult, 1918-ban szerezte meg doktorátusát. 1919-ben a Magyarországi Tanácsköztársaság idején a Művészeti Direktórium tagja volt, Antal Frigyes helyetteseként. A képzőművészeti életet irányító direktórium volt az a szerv, amely szocializálta a magyarországi műkincseket.
1920-tól Bécsben élt. Visszatért Magyarországra, ahol kezdetben múzeumi segédőrként működött, majd ismét Bécsbe utazott, ahol Max Dvořák műveinek kiadásához fogott, melyet csak 1929-ben fejezett be munkatársával, Karl-Maria Svobodával együtt. Mindeközben a Kunsthistorisches Museum segédőrje volt, egészen 1938-ig. 1939-ben Nagy-Britanniába költözött, itt a National Galeryben működött, a következő évben Kanadába vitték, ám 1941-ben már visszatérhetett Angliába, ahol 1947-ben a londoni egyetemen a Courtauld Institute óraadója volt, a következő évtől helyettes igazgatója, 1950-től 1958-as nyugdíjba vonulásáig pedig egyetemi tanára.

### Családja
Wilde Richárd és Somjágy Rozália gyermeke. 1930. február 6-án Bécsben házasságot kötött Gyárfás Juliannával, Gyárfás Gyula és Beer Erzsébet lányával.

## Főbb művei
- Zwei Modelle Michelangelo's für das Juliusgrab (Jahrbuch, Wien, 1928);
- Ein ungeachtetes Werk Giorgiones (Jahrbuch der Königlich Preussischen Kunstsammlungen, Berlin, 1931);
- Michelangelo's „Victory” (Oxford, 1954);
- Michelangelo's Designs for the Medici Tombs (The Journal of the Warburg and Courtauld Institutes, 1955);
- The Decoration of the Sixtine Chapel (Oxford, 1958);
- Italian Paintings and Drawings at 56 Princes Gate (London, 1969);
- Venetian Art from Bellini to Titian (Oxford, 1974).